# 2000年シドニーオリンピックのアメリカ合衆国選手団
2000年シドニーオリンピックのアメリカ合衆国選手団（2000ねんシドニーオリンピックのアメリカがっしゅうこくせんしゅだん）は、2000年9月15日から10月1日にかけてオーストラリアのニューサウスウェールズ州シドニーで開催された2000年シドニーオリンピックのアメリカ合衆国選手団、およびその競技結果。

## 概要
今大会は金メダル37個、銀メダル24個、銅メダル32個の合計93個のメダルを獲得した。

## メダル
| メダル | 選手名 | 競技       | 種目                      |
| ------ | --- | ---------- | ------------------------- |
| 金     | モーリス・グリーン | 陸上       | 男子100m                  |
| 金     | マイケル・ジョンソン | 陸上       | 男子400m                  |
| 金     | アンジェロ・テイラー | 陸上       | 男子400mハードル          |
| 金     | ジョン・ドラモンド バーナード・ウィリアムズ ブライアン・ルイス モーリス・グリーン                                                                                         | 陸上       | 男子4×100mリレー          |
| 金     | ニック・ハイソング | 陸上       | 男子棒高跳                |
| 金     | ジール・マイルス モニーク・ヘンナガン ラターシャ・コランダー | 陸上       | 女子4×400mリレー          |
| 金     | ステーシー・ドラギラ | 陸上       | 女子棒高跳                |
| 金     | アンソニー・アービン | 競泳       | 男子50m自由形             |
| 金     | レニー・クレーゼルバーグ | 競泳       | 男子100m背泳ぎ            |
| 金     | レニー・クレーゼルバーグ | 競泳       | 男子200m背泳ぎ            |
| 金     | トム・マルチョー | 競泳       | 男子200mバタフライ        |
| 金     | トム・ドーラン | 競泳       | 男子400m個人メドレー      |
| 金     | レニー・クレイゼルバーグ エド・モーゼス イアン・クロッカー ゲーリー・ホール・ジュニア ニール・ウォーカー トミー・ハンナン ジェイソン・レザク                              | 競泳       | 男子4×100mメドレーリレー  |
| 金     | ブルック・ベネット | 競泳       | 女子400m自由形            |
| 金     | ブルック・ベネット | 競泳       | 女子800m自由形            |
| 金     | メーガン・クワン | 競泳       | 女子100m平泳ぎ            |
| 金     | ミスティ・ハイマン | 競泳       | 女子200mバタフライ        |
| 金     | エイミー・ヴァン・ダイケン コートニー・シェリー ジェニー・トンプソン ダラ・トーレス エリン・フェニックス アシュリー・タッピン                                             | 競泳       | 女子4×100m自由形リレー    |
| 金     | ダイアナ・ムンツ ジェニー・トンプソン サマンサ・アーセノールト リンゼイ・ベンコ ジュリア・スタワーズ キム・ブラック                                                       | 競泳       | 女子4×200m自由形リレー    |
| 金     | ダラ・トーレス バーバラ・ベッドフォード メーガン・クワン ジェニー・トンプソン コートニー・シェリー アシュリー・タッピン エイミー・ヴァン・ダイケン スタシアナ・スティッツ | 競泳       | 女子4×100mメドレーリレー  |
| 金     | マーティ・ノースタイン | 自転車     | 男子スプリント            |
| 金     | ルーロン・ガードナー | レスリング | 男子グレコローマン130kg級 |
| 金     | ブランドン・スレイ | レスリング | 男子フリースタイル76kg級  |
| 銀     | アルビン・ハリソン | 陸上       | 男子400m                  |
| 銀     | テレンス・トランメル | 陸上       | 男子110mハードル          |
| 銀     | ローレンス・ジョンソン | 陸上       | 男子棒高跳                |
| 銀     | アダム・ネルソン | 陸上       | 男子砲丸投                |
| 銀     | アーロン・ピアソル | 競泳       | 男子200m背泳ぎ            |
| 銀     | エド・モーゼス | 競泳       | 男子100m平泳ぎ            |
| 銀     | トム・ドーラン | 競泳       | 男子200m個人メドレー      |
| 銀     | エリック・ベント | 競泳       | 男子400m個人メドレー      |
| 銀     | アンソニー・アービン ニール・ウォーカー ジェイソン・レザク ゲーリー・ホール・ジュニア スコット・タッカー ジョシュ・デービス                                               | 競泳       | 男子4×100m自由形リレー    |
| 銀     | スコット・ゴールドブラット ジョシュ・デービス ジェイミー・ローチ クリート・ケラー ネイト・デューシング チャド・カービン                                                   | 競泳       | 男子4×200m自由形リレー    |
| 銀     | ダイアナ・マンズ | 競泳       | 女子400m自由形            |
| 銀     | クリスティ・コワル | 競泳       | 女子200m平泳ぎ            |
| 銀     | マリ・ホールデン | 自転車     | 女子タイムトライアル      |
| 銀     | マット・リンドランド | レスリング | 男子グレコローマン76kg級  |
| 銀     | サミュエル・ヘンソン | レスリング | 男子フリースタイル54kg級  |
| 銀     | リカルド・ウィリアムズ | ボクシング | 男子ライトウェルター級    |
| 銀     | リカルド・ファレス | ボクシング | 男子フェザー級            |
| 銅     | マーク・クリア | 陸上       | 男子110mハードル          |
| 銅     | ジョン・ゴディナ | 陸上       | 男子砲丸投                |
| 銅     | クリス・ハフィンズ | 陸上       | 男子十種競技              |
| 銅     | メリッサ・モリソン | 陸上       | 女子100mハードル          |
| 銅     | クリスティ・ゲインズ トーリ・エドワーズ ナンシーン・ペリー | 陸上       | 女子4×100mリレー          |
| 銅     | ゲーリー・ホール・ジュニア | 競泳       | 男子50m自由形             |
| 銅     | ゲーリー・ホール・ジュニア | 競泳       | 男子100m自由形            |
| 銅     | クリート・ケラー | 競泳       | 男子400m自由形            |
| 銅     | クリス・トンプソン | 競泳       | 男子1500m自由形           |
| 銅     | トム・ウィルケンズ | 競泳       | 男子200m個人メドレー      |
| 銅     | ダラ・トーレス | 競泳       | 女子50m自由形             |
| 銅     | ダラ・トーレス | 競泳       | 女子100m自由形            |
| 銅     | ジェニファー・トンプソン | 競泳       | 女子100m自由形            |
| 銅     | ケイトリン・サンデノ | 競泳       | 女子800m自由形            |
| 銅     | アマンダ・ビアード | 競泳       | 女子200m平泳ぎ            |
| 銅     | ダラ・トーレス | 競泳       | 女子100mバタフライ        |
| 銅     | クリスティナ・トイシャー | 競泳       | 女子200m個人メドレー      |
| 銅     | クラレンス・ビンソン | ボクシング | 男子バンタム級            |
| 銅     | ジャーメイン・テイラー | ボクシング | 男子ライトミドル級        |
| 銅     | テリー・ブランズ | レスリング | 男子フリースタイル58kg級  |
| 銅     | リンカーン・マクラビー | レスリング | 男子フリースタイル69kg級  |
| 銅     | ギャレット・ロウニー | レスリング | 男子グレコローマン97kg級  |
| 銅     | エミー・チョウ ジェイミー・ダンツスチャー ドミニク・ドーズ クリステン・マロニー エリス・レイ ターシャ・シュウィカート                                                     | 体操       | 女子団体総合              |